# Giro dell'Appennino
Giro dell'Appennino er et italiensk endagsløb i landevejscykling som arrangeres hvert år i april. Løbet er blevet arrangeret siden 1934. Løbet er af UCI klassificeret som 1.1 og er en del af UCI Europe Tour.

## Vindere
| År                                            | Vinder                   | Toer                        | Treer                 |
| --------------------------------------------- | ------------------------ | --------------------------- | --------------------- |
| 1934                                          | Augusto Como             | Giulio Campastro            | Luigi Cafferata       |
| 1935                                          | Augusto Como             | Mario De Benedetti          | Carlo Sbersi          |
| 1936                                          | Settimio Simonini        | Augusto Como Luigi Ferrando |                       |
| 1937                                          | Cino Cinelli             | Guerrino Tommasoni          | Augusto Como          |
| 1938                                          | Luigi Ferrando           | Achille Bucco               | Antonio Racca         |
| 1939                                          | Lorenzo Mazzarello       | Giovanni De Stefanis        | Fausto Coppi          |
| 1940-1945 ikke arrangeret pga. 2. verdenskrig |                          |                             |                       |
| 1946                                          | Enrico Mollo             | Vittorio Rossello           | Egidio Feruglio       |
| 1947                                          | Alfredo Martini          | Egidio Feruglio             | Michele Motta         |
| 1948                                          | Settimio Simonini        | Severino Canavesi           | Vincenzo Rossello     |
| 1949                                          | Dino Rossi               | Renzo Soldani               | Pietro Giudici        |
| 1950                                          | Renzo Soldani            | Giancarlo Astrua            | Bortolo Bof           |
| 1951                                          | Rinaldo Moresco          | Giovanni Pettinati          | Franco Franchi        |
| 1952                                          | Giorgio Albani           | Giuseppe Minardi            | Rinaldo Moresco       |
| 1953                                          | Angelo Conterno          | Giovanni Pettinati          | Gianni Ghidini        |
| 1954                                          | Giorgio Albani           | Angelo Conterno             | Luigi Gabrioli        |
| 1955                                          | Fausto Coppi             | Bruno Monti                 | Aldo Moser            |
| 1956                                          | Cleto Maule              | Bruno Monti                 | Giuseppe Buratti      |
| 1957                                          | Aurelio Cestari          | Giancarlo Astrua            | Bruno Costalunga      |
| 1958                                          | Cleto Maule              | Idrio Bui                   | Noè Conti             |
| 1959                                          | Silvano Ciampi           | Walter Almaviva             | Nello Velucchi        |
| 1960                                          | Emile Daems              | Ercole Baldini              | Nino Defilippis       |
| 1961                                          | Adriano Zamboni          | Roberto Falaschi            | Federico Bahamontes   |
| 1962                                          | Franco Balmamion         | Gastone Nencini             | Idrio Bui             |
| 1963                                          | Italo Zilioli            | Diego Ronchini              | Adriano Durante       |
| 1964                                          | Franco Cribiori          | Gianni Motta                | Franco Balmamion      |
| 1965                                          | Michele Dancelli         | Guido De Rosso              | Vito Taccone          |
| 1966                                          | Michele Dancelli         | Italo Zilioli               | Adriano Passuello     |
| 1967                                          | Michele Dancelli         | Franco Bitossi              | Guido De Rosso        |
| 1968                                          | Gianni Motta             | Roberto Ballini             | Alberto Della Torre   |
| 1969                                          | Felice Gimondi           | Gianni Motta                | Tommaso De Pra        |
| 1970                                          | Gianni Motta             | Pierfranco Vianelli         | Italo Zilioli         |
| 1971                                          | Gösta Pettersson         | Fabrizio Fabbri             | Mauro Simonetti       |
| 1972                                          | Felice Gimondi           | Franco Bitossi              | Michele Dancelli      |
| 1973                                          | Italo Zilioli            | Gianni Motta                | Michele Dancelli      |
| 1974                                          | Giovanni Battaglin       | Enrico Paolini              | Giacinto Santambrogio |
| 1975                                          | Fabrizio Fabbri          | Walter Riccomi              | Mauro Simonetti       |
| 1976                                          | Francesco Moser          | Giovanni Battaglin          | Ronny De Witte        |
| 1977                                          | Gianbattista Baronchelli | Mario Beccia                | Wladimiro Panizza     |
| 1978                                          | Gianbattista Baronchelli | Alfio Vandi                 | Giuseppe Saronni      |
| 1979                                          | Gianbattista Baronchelli | Mario Beccia                | Bernt Johansson       |
| 1980                                          | Gianbattista Baronchelli | Mario Beccia                | Alfio Vandi           |
| 1981                                          | Gianbattista Baronchelli | Alfio Vandi                 | Wladimiro Panizza     |
| 1982                                          | Gianbattista Baronchelli | Franco Chioccioli           | Mario Beccia          |
| 1983                                          | Marino Lejarreta         | Emanuele Bombini            | Wladimiro Panizza     |
| 1984                                          | Mario Beccia             | Fabrizio Verza              | Wladimiro Panizza     |
| 1985                                          | Francesco Moser          | Alberto Volpi               | Marino Lejarreta      |
| 1986                                          | Gianni Bugno             | Francesco Moser             | Jens Veggerby         |
| 1987                                          | Gianni Bugno             | Alberto Volpi               | Pierino Gavazzi       |
| 1988                                          | Gianni Bugno             | Stefano Colagè              | Alberto Volpi         |
| 1989                                          | Moreno Argentin          | Gianni Bugno                | Giorgio Furlan        |
| 1990                                          | Flavio Giupponi          | Marco Lietti                | Antonio Fanelli       |
| 1991                                          | Dirk De Wolf             | Gianni Bugno                | Claudio Chiappucci    |
| 1992                                          | Claudio Chiappucci       | Leonardo Sierra             | Stefano Casagrande    |
| 1993                                          | Giuseppe Calcaterra      | Valerio Tebaldi             | Diego Trepin          |
| 1994                                          | Jevgenij Bersin          | Claudio Chiappucci          | Stefano Della Santa   |
| 1995                                          | Francesco Casagrande     | Davide Rebellin             | Wladimir Belli        |
| 1996                                          | Wladimir Belli           | Pavel Tonkov                | Gianni Faresin        |
| 1997                                          | Pavel Tonkov             | Daniele Nardello            | Massimo Podenzana     |
| 1998                                          | Pavel Tonkov             | Paolo Lanfranchi            | Davide Rebellin       |
| 1999                                          | Simone Borgheresi        | Pavel Tonkov                | Daniele De Paoli      |
| 2000                                          | Mauro Zanetti            | Eddy Mazzoleni              | Paolo Lanfranchi      |
| 2001                                          | Aleksandr Sjefer         | Raimondas Rumšas            | Sergej Gontjar        |
| 2002                                          | Giuliano Figueras        | Aleksandr Sjefer            | Faat Zakirov          |
| 2003                                          | Gilberto Simoni          | Marius Sabaliauskas         | Pavel Tonkov          |
| 2004                                          | Damiano Cunego           | Giuliano Figueras           | Rinaldo Nocentini     |
| 2005                                          | Gilberto Simoni          | Luca Mazzanti               | Przemysław Niemiec    |
| 2006                                          | Rinaldo Nocentini        | Luca Mazzanti               | Eddy Ratti            |
| 2007                                          | Alessandro Bertolini     | Kanstantsin Siwtsow         | Ruslan Pidhornyj      |
| 2008                                          | Alessandro Bertolini     | Eddy Ratti                  | Chris Froome          |
| 2009                                          | Vincenzo Nibali          | Leonardo Bertagnolli        | Marco Marzano         |
| 2010                                          | Robert Kišerlovski       | Domenico Pozzovivo          | Alessandro Bertolini  |
| 2011                                          | Damiano Cunego           | Emanuele Sella              | Luis Felipe Laverde   |
| 2012                                          | Fabio Felline            | Gianluca Brambilla          | Francesco Reda        |
| 2013                                          | Davide Mucelli           | Luca Mazzanti               | Ivan Rovnyj           |
| 2014                                          | Sonny Colbrelli          | Grega Bole                  | Miguel Ángel Rubiano  |
| 2015                                          | Omar Fraile              | Stefano Pirazzi             | Damiano Cunego        |
| 2016                                          | Sergej Firsanov          | Francesco Gavazzi           | Mauro Finetto         |
| 2017                                          | Danilo Celano            | Egan Bernal                 | Manuel Senni          |
| 2018                                          | Giulio Ciccone           | Amaro Antunes               | Fausto Masnada        |
| 2019                                          | Mattia Cattaneo          | Fausto Masnada              | Simone Ravanelli      |
| 2020                                          | Ethan Hayter             | Alessandro Covi             | Robert Stannard       |
| 2021                                          | Ben Hermans              | Valerio Conti               | Enrico Battaglin      |
| 2022                                          | Louis Meintjes           | Natnael Tesfatsion          | Georg Zimmermann      |
| 2023                                          | Marc Hirschi             | Cristián Rodríguez          | Henok Mulubrhan       |
| 2024                                          | Jan Christen             | Simone Velasco              | Diego Ulissi          |
| 2025                                          |                          |                             |                       |